# Teardrops on My Guitar
"Teardrops on My Guitar" je pjesma američke country kantautorice Taylor Swift. Pjesma je objavljena kao drugi singl s albuma Taylor Swift 24. veljače 2007. godine izdanju diskografske kuće Big Machine Records. Pjesmu su napisali Swift i Liz Rose, a producent je Nathan Chapman. 

## Uspjeh na ljestvicama
Pjesma je dana 24. ožujka 2007. godine debitirala na 93. poziciji američke ljestvice singlova Billboard Hot 100. Kasnije je pjesma postala njen prvi hit koji je dospio u prvih 20 singlova na toj ljestvici.
Nova rekims verzija ubrzo je objavljena na Top 40 i Adult Contemporary radiju. Nakon radio objavljivanja pjesma se plasirala na 11. poziciji ljestvice Billboard Pop 100 i ponovno ušla na ljestvicu Billboard Hot 100 na 44. poziciji. Pjesma je samo u SAD-u prodana u 2 504 000 primjeraka.

## Videospot
Videospot za pjesmu "Teardrops on My Guitar" snimljen je pod redateljskom palicom Treya Fanjoya. Videospot je snimljen u Hume-Fogg High School u Nashvilleu.

## Popis pjesama
Digitalno preuzimanje
1. "Teardrops on My Guitar" - 3:36

## Ljestvice
| Ljestvice (2007. – 2009.) | Najviša pozicija |
| ------------------------- | ---------------- |
| Kanada                    | 45               |
| Ujedinjeno Kraljevstvo    | 51               |
| SAD Adult Contemporary    | 5                |
| SAD Adult Pop Songs       | 6                |
| SAD Billboard Hot 100     | 13               |
| SAD Hot Country Songs     | 2                |
| SAD Pop Songs             | 7                |

## Povijest objavljivanja
| Država                 | Datum             |
| ---------------------- | ----------------- |
| SAD                    | 24. veljače 2007. |
| Ujedinjeno Kraljevstvo | 1. lipnja 2009.   |